# Brand Qualitätsfleisch
Die Brand Qualitätsfleisch GmbH & Co. KG ist ein Unternehmen der Fleischindustrie mit Sitz in Lohne (Oldenburg). Das Unternehmen betreibt dort einen Schweine-Schlachthof. 
Der Schlachthof war einer der ersten Versandschlachtereien in Niedersachsen und einer der ersten Betriebe in Deutschland mit Export-Genehmigung nach China. Das Unternehmen gilt als Vorreiter der CO2-Betäubung in Deutschland, wofür es wegen Tierquälerei-Vorwürfen in der Kritik steht.
Die Geschäftsführung erfolgt durch die Komplementärin Brand Qualitätsfleisch Verwaltungsgesellschaft mbH beziehungsweise deren Geschäftsführer Nikolaus Brand und Jürgen Wehenpohl. Das Unternehmen ist ein hundertprozentiges Tochterunternehmen der Brand Holding GmbH mit Sitz ebenfalls in Lohne.

## Geschichte
Das Unternehmen wurde im Jahr 1955 von Paul Brand als Paul Brand Fleischgroßhandel OHG in Lohne gegründet. Zuvor befand sich bereits ein Fleischwirtschaftsunternehmen im Familienbesitz, das der gleichnamige Vater Paul Brand 1930 ebenfalls in Lohne gegründet hatte. Paul Brand der Jüngere hatte 1945 bereits die Geschäftsführung dieser Vorgängergesellschaft übernommen.
1968 errichtete das Unternehmen einen neuen Schlachthof, der erstmals mit einer Bandschlachtung ausgestattet war. Im Jahr 1979 ging die Geschäftsführung an die dritte Generation über, der Enkel des Gründers trägt ebenfalls den Namen Paul Brand. 1983 ging das Unternehmen eine Kooperation mit der Schmitz GmbH ein, welche von da an Zerlegungen am Schlachthof in Lohne vornahm. 1989 führte das Unternehmen als erster Schlachthof Niedersachsens die Nutzung von CO2 als Betäubungsmedium ein.
Im Jahr 1998 nahm das Unternehmen einen Neubau des Schlachthofs in Betrieb, im selben Jahr erfolgte eine Umfirmierung in Brand Qualitätsfleisch GmbH & Co. 2003 erfolgte schließlich die Umfirmierung in die heute noch aktuelle Rechtsform GmbH & Co. KG.
2019 beendete Brand Qualitätsfleisch die Kooperation mit der Schmitz GmbH und übernahm die Durchführung der Zerlegung selbst. Aufgrund der Ausbreitung der Afrikanischen Schweinepest in Europa war das Unternehmen ab 2020 von einem Import-Stopp von Schweinefleisch durch mehrere asiatische Länder betroffen.
2020 stieg Nikolaus Brand, Urenkel des Unternehmensgründers, in die Geschäftsführung ein. Paul Brand III schied 2025 aus der Geschäftsführung aus. Von 2007 bis 2019 war Paul Brand III Vorsitzender des Branchenverbands Verband der Fleischwirtschaft.

## Geschäftstätigkeit
Brand Qualitätsfleisch ist spezialisiert auf die Schlachtung von Schweinen, insbesondere Mastschweinen. Überwiegend werden konventionell gehaltene Schweine geschlachtet, daneben auch Schweine aus ausgewiesenen Haltungsformen wie Naturland, Bioland und dem Label des Deutschen Tierschutzbundes.
2023 schlachtete das Unternehmen 731.327 Schweine, davon 662.025 Tiere in Eigenschlachtung und 69.302 Tiere in Lohnschlachtung. Zu den mit der Schlachtung verbundenen Geschäftstätigkeiten gehören auch der Einkauf von Lebendtieren, der Verkauf von Schweinehälften sowie die Herstellung von Fleischprodukten durch Zerlegung. Das Unternehmen verkauft außerdem Neben- und Abfallprodukte aus der Schlachtung und Zerlegung. Ein Großteil der Mitarbeiter kommt aus Osteuropa.
Im Jahr 2023 machte das Unternehmen einen Umsatz von 200 Mio. Euro, was einer Verdopplung seit 2020 entspricht. In Deutschland beliefert das Unternehmen unter anderem The Family Butchers, Edeka sowie die Volkswagen AG für deren Volkswagen-Currywurst. Daneben exportiert das Unternehmen auch in viele Drittländer. Nach der Inbetriebnahme eines neuen Zerlegebetriebs in 2019 stieg der Exportanteil in Länder außerhalb der EU auf mehr als 30 Prozent. Ein wichtiger Absatzmarkt ist China.

## Kritik und Kontroversen
Brand Qualitätsfleisch wird aufgrund der Betäubung mittels CO2 von Tierschutz- und Tierrechtsorganisationen kritisiert. Im Frühjahr 2024 hatte die Tierrechtsorganisation Animal Rights Watch (ARIWA) erstmals in Deutschland Aufnahmen vom Betrieb einer Paternoster-Betäubungsanlage angefertigt, indem sie versteckte Kameras und Mikrofone im Schlachthof in Lohne angebracht hatte. Die Aufnahmen wurden im Sommer 2024 unter anderem von ARIWA sowie dem ARD-Wirtschaftsmagazin plusminus veröffentlicht. plusminus berichtete, dass es bis zu 90 Sekunden bis zur Betäubung der Tiere gedauert habe, währenddessen die Tiere geschrien und Panik erlebt hätten. Die hessische Tierschutzbeauftragte Madeleine Martin bezeichnete die aufgenommene Behandlung als „hochgradige Tierquälerei“. Die Europäische Behörde für Lebensmittelsicherheit hatte wiederholt festgestellt, dass die bei Brand eingesetzte Methode zu Atemnot, Angst und Schmerzen bei Schweinen führe.
Ein Geschäftsführer von Brand wies die Vorwürfe zurück und teilte mit, dass sich das Unternehmen strikt an alle gesetzlichen Vorschriften halte. Die CO2-Betäubung bezeichnet das Unternehmen als sanft. Gegen zwei Aktivisten von ARIWA, die im Mai 2024 von der Polizei aufgegriffen worden waren, leitete die Staatsanwaltschaft ein Strafverfahren wegen Hausfriedensbruchs ein. Außerdem verklagt das Unternehmen diese zivilrechtlich wegen Rufschädigung und fordert eine Schadensersatzzahlung in Höhe von 98.000 Euro sowie ein Verbot der weiteren Verbreitung der Aufnahmen. Vertreten wird das Unternehmen vom Rechtsanwalt Walter Scheuerl. Der zuständige Richter teilte mit, dass sich der Prozess über Jahre bis hin zum Bundesverfassungsgericht ziehen und Rechtsgeschichte schreiben könnte. Die Aktivisten warfen dem Unternehmen vor, dass es sich bei dem Verfahren um eine SLAPP-Klage handele, um diese durch hohe Schadenersatzforderungen, Prozess- sowie Anwaltskosten einzuschüchtern.

## Mitgliedschaften
Das Unternehmen ist Mitglied in den Wirtschaftsverbänden Verband der Fleischwirtschaft e. V., Agrar- und Ernährungsforum Nord-West e. V. und LAND.SCHAFFT.WERTE. e. V.